# مل مک‌لافلین
ملانی لوئیس مک‌لافلین (انگلیسی: Melanie Louise McLaughlin؛ زادهٔ سپتامبر ۱۹۷۹) مجری ورزشی استرالیایی در شبکه سون نتورک است. مک‌لافلین در سیدنی از مادری انگلیسی-هندی و پدری انگلیسی که در سال ۱۹۷۸ به استرالیا مهاجرت کرده بود به دنیا آمد. او در کویکرز هیل، نیو ساوت ولز بزرگ شد و در مدرسه ابتدایی سنت اندرو و کالج کاتولیک سنت جان پل دوم تحصیل کرد. مک لافلین از سال ۲۰۱۲ تا ۲۰۱۴ با بازیگر استرالیایی لوک پانیک ازدواج کرد او در حال حاضر با اشلی وستوود فوتبالیست سابق بریتانیایی در رابطه است. مک‌لافلین سفیر بنیاد ریه استرالیا است. او خواهر خود را بر اثر سرطان ریه از دست داده‌است.
مک‌لافلین کار تلویزیونی خود را با اسکای نیوز در سیدنی به عنوان گزارشگر و مجری آغاز کرد. مک‌لافلین در سال ۲۰۰۷ برای فاکس اسپورتس کار می‌کرد و در آنجا میزبان برنامه‌های انجمنی فوتبال از جمله کیک آف و فاکس اسپورت اف سی بود، در حالی که به‌طور منظم در اخبار فاکس اسپورت نیز حضور داشت.
در ژانویه ۲۰۱۶، کریس گیل، بازیکن کریکت، طی یک مصاحبه زنده در جریان یک بازی از مک‌لافلین خواستگاری کرد. او به دلیل رفتار نامناسب به پرداخت ۱۰٫۰۰۰ دلار استرالیا جریمه نقدی محکوم شد.